# Liste der Staatsoberhäupter 1865
Übersicht
◄◄ | ◄ | 1861 | 1862 | 1863 | 1864 | Liste der Staatsoberhäupter 1865 | 1866 | 1867 | 1868 | 1869 | ► | ►►

Weitere Ereignisse

## Afrika
- Ägypten
  - Khedive (Vizekönig): Ismail Pascha (1863–1867)

- Äthiopien
  - Kaiser: Theodor II. (1855–1867)

- Buganda
  - König: Mutesa I. (1856–1884)

- Bunyoro
  - König: Kyebambe IV. (1852–1869)

- Burundi
  - König: Mwezi IV. Gisabo (1852–1908)

- Dahomey
  - König: Glélé (1856–1889)

- Liberia
  - Präsident: Daniel Bashiel Warner (1864–1868)

- Marokko
  - Sultan: Sidi Mohammed IV. (1859–1873)

- Ruanda
  - König: Kigeri IV. (1853–1895)

- Kalifat von Sokoto
  - Kalif: Ahmad bin Atiku (1859–1866)

- Südafrikanische Republik
  - Präsident: Marthinus Wessel Pretorius (1864–1871)

- Zulu
  - König: Mpande ka Senzangakhona (1840–1872)

## Amerika

### Nordamerika
- Konföderierte Staaten von Amerika (bis 10. Mai, umstritten)
  - Staats- und Regierungschef: Präsident Jefferson Davis (1861–10. Mai 1865)

- Mexiko
  - Staats- und Regierungschef: Kaiser Maximilian I. (1864–1867) – gleichzeitig Gegenregierung unter Präsident Benito Juárez (1858–1872)

- Vereinigte Staaten von Amerika
  - Staats- und Regierungschef:
    1. Präsident Abraham Lincoln (1861–15. April 1865)
    2. Präsident Andrew Johnson (15. April 1865–1869)

### Mittelamerika
- Costa Rica
  - Staats- und Regierungschef: Präsident Jesús Jiménez Zamora (1863–1866, 1868–1870)

- Dominikanische Republik
  - Staats- und Regierungschef:
    1. Präsident Antonio Pimentel (1861–14. November 1865)
    2. Präsident Buenaventura Báez (14. November 1865–1866)

- El Salvador
  - Staats- und Regierungschef: Präsident Francisco Dueñas (1852–1854, 1863–1871)

- Guatemala
  - Staats- und Regierungschef:
    1. Präsident Rafael Carrera y Turcios (1844–1848, 1851–14. April 1865)
    2. (übergangsweise) Pedro de Aycinena (14. April–3. Mai 1865)
    3. Präsident Vicente Cerna (3. Mai 1865–1871)

- Haiti
  - Staats- und Regierungschef: Präsident Fabre Geffrard (1859–1867)

- Honduras
  - Staats- und Regierungschef: Präsident José María Medina (1863–1872)

- Nicaragua
  - Staats- und Regierungschef: Präsident Tomás Martínez (1857–1867)

### Südamerika
- Argentinien
  - Staats- und Regierungschef: Präsident Bartolomé Mitre (1862–1868)

- Bolivien
  - Staats- und Regierungschef: Präsident Mariano Melgarejo (1864–1871)

- Brasilien
  - Herrscher: Kaiser Peter II. (1831–1889)

- Chile
  - Staats- und Regierungschef: Präsident José Joaquín Pérez (1861–1871)

- Ecuador
  - Staats- und Regierungschef:
    1. Präsident Gabriel García Moreno (1859–4. September 1865)
    2. Präsident Jerónimo Carrión (7. September 1865–1867)

- Kolumbien
  - Staats- und Regierungschef: Präsident Manuel Murillo Toro (1864–1866)

- Paraguay
  - Staats- und Regierungschef: Präsident Francisco Solano López (1862–1870)

- Peru (umstritten)
  - Staats- und Regierungschef:
    1. (amtierend) Erster Vizepräsident Juan Antonio Pezet (1863–25. April 1865)
    2. Präsident Mariano Ignacio Prado (25. April–24. Juni 1865)
    3. Präsident Juan Antonio Pezet (24. Juni–8. November 1865)
    4. (amtierend) Pedro Diez Canseco (8. November–28. November 1865)
    5. Präsident Mariano Ignacio Prado (28. November 1865–1868)

- Uruguay
  - Staats- und Regierungschef:
    1. (amtierend) Senatspräsident Atanasio Cruz Aguirre (1864–15. Februar 1865)
    2. (amtierend) Senatspräsident Tomás Villalba (15. Februar–20. Februar 1865)
    3. (provisorisch) Venancio Flores (20. Februar 1865–1868)

- Venezuela
  - Staats- und Regierungschef: Präsident Juan Crisóstomo Falcón (1863–1868)

## Asien
- Abu Dhabi
  - Emir: Zayed I. (1855–1909)

- Adschman
  - Scheich: Humaid I. (1848–1872)

- Afghanistan
  - Emir: Shir Ali Khan (1863–1866)

- Bahrain
  - Emir: Muhammad ibn Khalifah Al Khalifah (1842–1868)

- China (Qing-Dynastie)
  - Kaiser: Tongzhi (1861–1874)

- Britisch-Indien
  - Vizekönig: John Lawrence (1864–1869)

- Japan
  - Kaiser: Kōmei (1846–1867)
  - Shōgun: (Tokugawa): Tokugawa Iemochi (1858–1866)

- Korea
  - König: Gojong (1864–1897)

- Kuwait
  - Emir: Sabbah II. (1859–1866)

- Oman
  - Sultan: Thuwaini ibn Said (1856–1866)

- Persien (Kadscharen-Dynastie)
  - Schah: Naser od-Din Schah (1848–1896)

- Thailand
  - König: Mongkut, König von Thailand (1851–1868)

## Australien und Ozeanien
- Hawaii
  - König: Kamehameha V. (1863–1872)

## Europa
- Andorra
  - Co-Fürsten:
    - Kaiser von Frankreich: Napoléon III. (1848–1870)
    - Bischof von Urgell: Josep Caixal i Estradé (1851–1879)

- Belgien
  - Staatsoberhaupt:
    - König Leopold I. (1831–10. Dezember 1865)
    - König Leopold II. (17. Dezember 1865–1909)

  - Regierungschef: Ministerpräsident Charles Rogier (1847–1852, 1857–1868)

- Dänemark
  - Staatsoberhaupt: König: Christian IX. (1863–1906)
  - Regierungschef:
    - Ministerpräsident Christian Albrecht Bluhme (1852–1853, 1864–6. November 1865)
    - Ministerpräsident Christian Emil Krag-Juel-Vind-Frijs (6. November 1865–1870)

- Deutscher Bund
  - Österreich
    - Kaiser: Franz Joseph I. (1848–1916)
    - Ministerpräsident: Erzherzog Rainer von Österreich (1861–1865)
    - Ministerpräsident: Alexander Graf von Mensdorff-Pouilly (26. Juni 1865 – 27. Juli 1865)
    - Ministerpräsident: Richard Graf von Belcredi (1865–1867)

  - Preußen
    - König: Wilhelm I. (1861–1888)
      - Ministerpräsident: Otto von Bismarck (1862–1873)

  - Anhalt
    - Herzog: Leopold IV. (1863–1871)

  - Baden
    - Großherzog: Friedrich I. (1856–1907)

  - Bayern
    - König: Ludwig II. (1864–1882)

  - Braunschweig
    - Herzog: Wilhelm (1831–1884)

  - Bremen
    - Bürgermeister: Johann Daniel Meier (1862–1865, 1868–1871)
    - Bürgermeister: Carl Friedrich Gottfried Mohr (1857–1861, 1864–1867, 1870–1873)

  - Frankfurt
    - Älterer Bürgermeister: Philipp Friedrich Gwinner (1865)

  - Hamburg
    - Bürgermeister: Friedrich Sieveking (1861–1862, 1865, 1868)

  - Hannover
    - König: Georg V. (1851–1866)

  - Hessen-Darmstadt
    - Großherzog: Ludwig III. (1848–1877)
      - Präsident des Gesamt-Ministeriums: Reinhard Carl Friedrich von Dalwigk (1850–1871)

  - Hessen-Homburg
    - Landgraf: Ferdinand (1848–1966)
      - Dirigierender Geheimer Rat: Georg Fenner (1862–1866)

  - Hessen-Kassel
    - Kurfürst: Friedrich Wilhelm (1847–1866)

  - Holstein und Lauenburg
    - unter Verwaltung von Österreich und Preußen (1864–1866)

  - Liechtenstein
    - Fürst: Johann II. (1858–1929)

  - Lippe
    - Fürst: Leopold III. (1851–1873)

  - Lübeck
    - Bürgermeister: Heinrich Brehmer (1849–1850, 1861–1862, 1865–1866)

  - Luxemburg und Limburg (Personalunion mit den Niederlanden 1815–1890)
    - Großherzog: Wilhelm III. (1849–1890)

  - Mecklenburg-Schwerin
    - Großherzog: Friedrich Franz II. (1842–1883)
      - Präsident des Staatsministeriums: Jasper von Oertzen (1858–1869)

  - Mecklenburg-Strelitz
    - Großherzog: Friedrich Wilhelm (1860–1904)
      - Staatsminister: Bernhard Ernst von Bülow (1862–1868)

  - Nassau
    - Herzog: Adolf (1839–1866) (1890–1905 Großherzog von Luxemburg)
      - Staatsminister: August Ludwig zu Sayn-Wittgenstein-Berleburg (1852–1866)

  - Oldenburg
    - Großherzog: Nikolaus Friedrich Peter (1853–1900)
      - Staatsminister: Peter Friedrich Ludwig Freiherr von Rössing (1851–1874)

  - Reuß ältere Linie
    - Fürst: Heinrich XXII. (1859–1902) bis 1867 unter Vormundschaft
    - Regentin: Caroline von Hessen-Homburg (1859–1867)

  - Reuß jüngere Linie
    - Fürst: Heinrich LXVII. (1854–1867)

  - Sachsen:
    - König: Johann I. (1854–1873)
      - Vorsitzender des Gesamtministeriums: Friedrich Ferdinand von Beust (1858–1866)

  - Sachsen-Altenburg
    - Herzog: Ernst I. (1853–1908)

  - Sachsen-Coburg und Gotha
    - Herzog: Ernst II. (1844–1893)
      - Staatsminister: Camillo von Seebach (1849–1888)

  - Herzogtum Sachsen-Meiningen
    - Herzog: Bernhard II. (1803–1866)

  - Sachsen-Weimar-Eisenach
    - Großherzog: Carl Alexander (1853–1901)

  - Schaumburg-Lippe
    - Fürst: Adolf I. Georg (1860–1893)

  - Schwarzburg-Rudolstadt
    - Fürst: Friedrich Günther (1807–1867)

  - Schwarzburg-Sondershausen
    - Fürst: Günther Friedrich Karl II. (1835–1880)

  - Waldeck und Pyrmont
    - Fürst: Georg Viktor (1845–1893)
      - Regierungsrat: Carl Winterberg (1851–1867)

  - Württemberg
    - König: Karl (1864–1891)
      - Staatsminister: Karl Freiherr von Varnbüler (1864–1870)

- Frankreich
  - Kaiser: Napoléon III. (1851–1870)

- Griechenland
  - König: Georg I. (1863–1913)

- Italien
  - König: Viktor Emanuel II. (1861–1878)

- Monaco
  - Fürst Charles III. (1856–1889)

- Montenegro (bis 1878 unter osmanischer Suzeränität)
  - Fürst: Nikola I. Petrović Njegoš (1860–1918) (ab 1910 König)

- Neutral-Moresnet
  - Herrscher: Leopold I., König von Belgien (1831–1865)
  - König: Leopold II. (1865–1909)
  - König: Wilhelm I. (1861–1888)
  - Bürgermeister: Joseph Kohl (1859–1882)

- Niederlande
  - König: Wilhelm III. (1849–1890)

- Norwegen
  - König: Karl IV. (1859–1872) (identisch mit Karl XV. von Schweden; Norwegisch-Schwedische Personalunion)

- Osmanisches Reich:
  - Sultan: Abdülaziz (1861–1876)

- Portugal
  - König: Ludwig I. (1861–1889)

- Rumänien (bis 1878 unter osmanischer Suzeränität)
  - Staatsoberhaupt: Fürst Alexander Johann I. (1862–1866)
  - Regierungschef:
    - Ministerpräsident Mihail Kogălniceanu (1863–1865)
    - Ministerpräsident Constantin Bosianu (1865)
    - Ministerpräsident Nicolae Crețulescu (1862–1863, 1865–1866)

- Russland
  - Kaiser: Alexander II. (1855–1881)

- Schweden
  - König: Karl XV. (1859–1872) (1859–1872 König von Norwegen)

- Serbien (bis 1878 unter osmanischer Suzeränität)
  - Fürst: Mihailo Obrenović III. (1839–1842, 1860–1868)

- Spanien
  - Königin: Isabella II. (1833–1868)

- Ungarn
  - König: Franz Joseph I. (1848–1916) (1848–1916 König von Böhmen, 1848–1916 Kaiser von Österreich)

- Vereinigtes Königreich
  - Staatsoberhaupt: Königin Victoria (1837–1901) (1877–1901 Kaiserin von Indien)
  - Regierungschef:
    - Premierminister Henry Temple, 3. Viscount Palmerston (1855–1858, 1859–18. Oktober 1865)
    - Premierminister John Russell, 1. Earl Russell (1846–1852, 29. Oktober 1865–1866)